# 독일 연방군 군사사 박물관

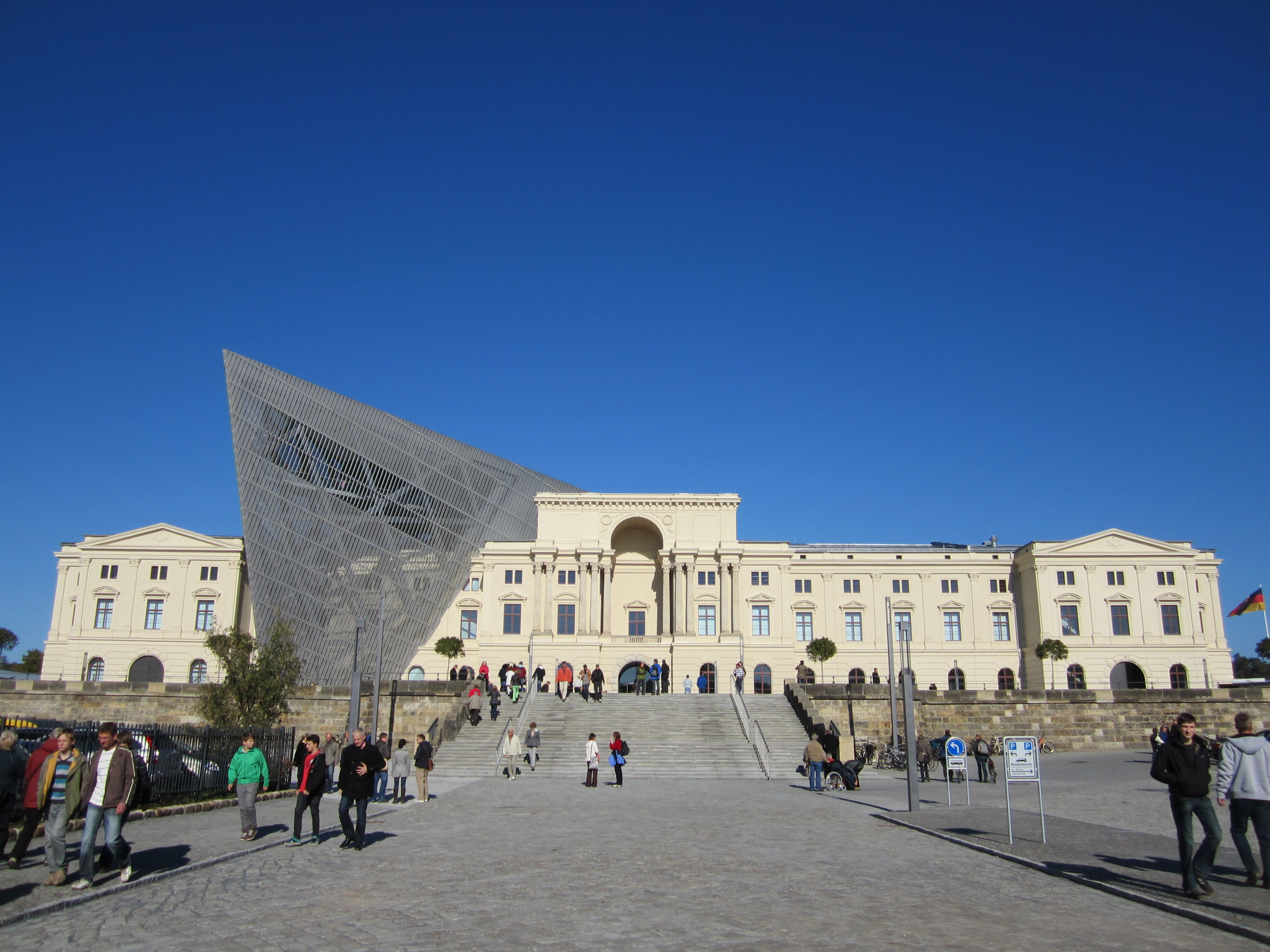

독일 연방군 군사사 박물관(독일어: Militärhistorisches Museum der Bundeswehr, MHMBw)은 독일 연방방위군(Bundeswehr)의 군사 박물관이자 독일의 주요 군사 역사 박물관 중 하나이다. 드레스덴의 일부인 알베르슈타트(Albertstadt)의 옛 군사 무기고에 위치하고 있다. 군사 역사에 대한 제목과 접근 방식을 바꾸는 오랜 역사를 거쳐 2011년 새로운 내부 및 외부 컨셉으로 재개관했다. 박물관은 전쟁의 인간적 측면에 초점을 맞추는 동시에 독일 군사 기술의 발전도 보여준다.
루돌프 J. 슐래퍼 중령 박사가 2021년 10월부터 관장으로 박물관을 이끌고 있다. 2004년부터 관장 외에도 역사가들이 학술 지도자로 임명되어 상설 전시를 설계한다. 2020년 9월부터 역사가 크리스티안 자네케 박사가 이 직책을 맡아 박물관의 전시, 수집 및 연구 부서 책임자를 맡고 있다.